# Baetodes velmae
Baetodes velmae is een haft uit de familie Baetidae. De wetenschappelijke naam van de soort is voor het eerst geldig gepubliceerd in 1978 door Cohen & Allen.
De soort komt voor in het Neotropisch gebied.